# 弓弩号列车
弓弩（法語：Arbalète，书面写法为）是曾运营于法国巴黎至瑞士苏黎世间一班长途列车，由法国国家铁路及瑞士联邦铁路在1957年至1997年间共同开行。其命名源自弩的法语名称，这是瑞士传说中的英雄威廉·泰尔所使用的武器。在列车开行的前22年中，它一直是仅设一等车厢等级的全欧快车类别，至1979年5月27日，它才被纳入采用两舱（一等和二等）席别编组的城际列车。1987年5月31日，当全新的欧城列车面世后，它又被替换为这一类别。弓弩号在1997年9月停运，取而代之的是TGV列车服务。

## 历史
随着全欧快车网络的推出，首班弓弩号也在1957年6月2日开行。与其它所有的全欧快车列车一样，弓弩号主要针对的是商务乘客，并只设一等车厢类别。在运营初期，列车使用4节编组的X2770型柴油动车组，这些车辆均由X2720型柴油动车组编组中的一等车厢组合而成，并漆以全欧快车统一的栗色加浅褐色涂装。从1964年8月至1969年9月，弓弩号改为使用瑞士联邦铁路RAm TEE型柴联车，其后又被替换为推挽式的米斯特拉尔69式（Mistral 69）INOX-TEE车厢。在牵引机车方面，法国境内使用的是CC 72000型柴油机车，瑞士境内则使用全欧快车统一涂装的瑞士联邦铁路4/4 II型电力机车。
自1971年5月23日起，弓弩号与赫尔维蒂亚号的车厢在苏黎世至巴塞尔区间合编运行，反方向则分开运行。
1979年5月26日，弓弩号执行了作为全欧快车类别的最后一班运营，随后被更换为Corail车厢，提供两舱席别的服务。至1987年之前，它一直是城际列车的类别，此后则被纳入欧城列车直至1997年停运。其服务由TGV列车取代，但后者已不再途经米卢斯和巴塞尔，而是经由蓬塔尔利耶和伯尔尼的高速铁路运行。至2007年，该TGV服务又更改线路，经由法國高速鐵路東線的斯特拉斯堡至巴塞尔进入瑞士。

## 时刻表
弓弩号往返于巴黎东站及苏黎世中央车站之间，全线沿巴黎-米卢斯铁路、斯特拉斯堡-巴塞尔铁路和博兹贝格铁路运行，途经肖蒙、贝尔福、米卢斯和巴塞尔等地，全长615公里。以下为弓弩号的1971年冬季时刻表：
| TEE65次 | TEE65次 | 停靠站 | TEE64次 | TEE64次 |
| 里程    | 时刻    | 停靠站 | 时刻    | 里程    |
| ------- | ------- | ------ | ------- | ------- |
| 0       | 17:30   | 巴黎   | 12:45   | 615     |
| 526     | 21:55   | 巴塞尔 | 08:15   | 89      |
| 615     | 23:05   | 苏黎世 | 07:00   | 0       |